# Ставищанське католицьке кладовище

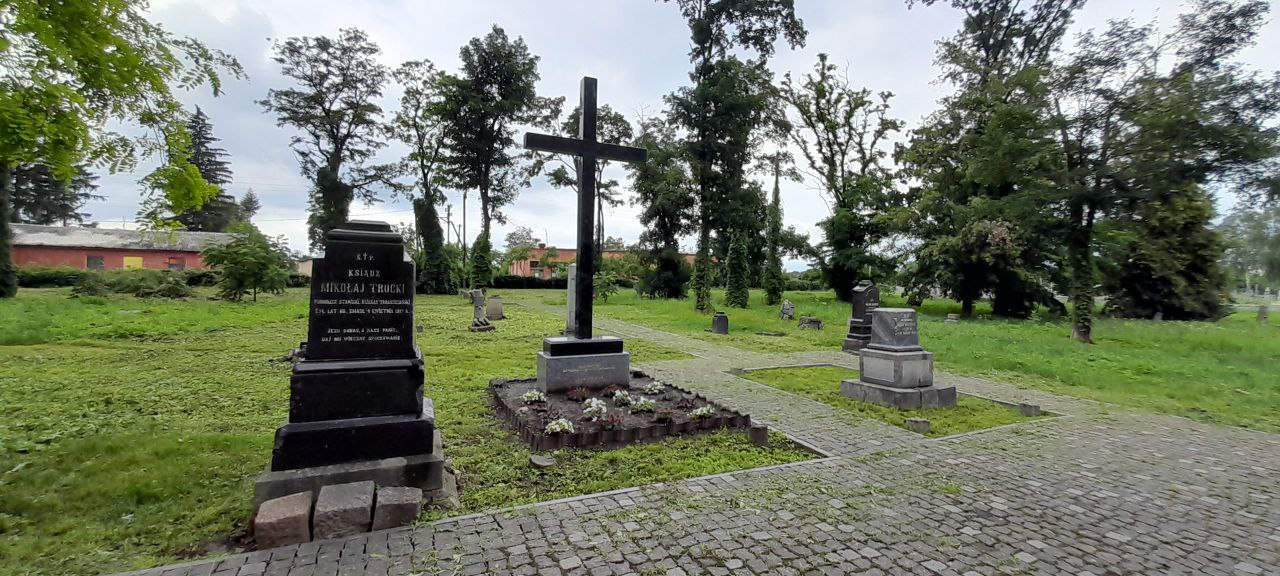
Гранітний хрест Ісуса Христа — Верховного і Вічного Священника на кладовищі, освячений 23 травня 2024 року

Римсько-католицьке кладовище у селищі Ставище Білоцерківського району Київської області. Більш відоме як «польське», оскільки тут поховані поляки, які жили й працювали у маєтностях графів Браницьких (гербу Корчак) у 18 — на поч. 20 століть.
Площа кладовища близько 1,5 га. Умовно поділене на стару та нову частини. До наших днів збереглося понад 100 пам’ятників, виготовлених із кам’яних порід, зокрема граніту й мармуру.

## Історія
Перші згадки про кладовище припадають на кінець 18 століття, коли Ставище стало власністю графа Францішка-Ксаверія Браницького. Тоді старий дерев'яний костел 1756 року побудови перенесено на кладовище як могильну каплицю.
Найдавніше розпізнане поховання датоване 1855 роком, останнє — 1917 роком.
Серед збережених поховань зустрічаються прізвища Артюшенкова, Бачинський, Бехацький, Бєлінський, Боровський, Вишинський, Водоловська, Горох, Ґодлевська, Ґрушецька, Жуковська, Жулавський, Заремба, Іржикевич, Камєнська, Камінська, Кринська, Куніш, Левандовський, Лиго, Макоцький, Малевський, Мікульський, Мілевський, Мірський, Нєдзвєдська, Новицький, Пенчковська, Позняк, Пулієфф, Радзєєвська, Ребчинська, Рубінська, Сєзєнєвич, Сєлецький, Скуратовський, Смоленський, Струсевич, Суффчинський, Троцький, Турович, Удимовський, Ходинський, Хоржевська, Ціхоцький, Черняховська, Черський, Чолганська, Шишковський, Щавінський. Тут похований батько польського поета Богдана Залеського — Вавжинець Залеський (могила не збереглася).
22 січня 1916 року настоятель Миколай Троцький повідомляв Таращанське повітове поліцейське правління про те, що кладовище майже цілком заповнилося, оскільки восени 1915 року у парафії оселилося близько 2000 виселенців-переселенців із Царства Польського, серед яких спостерігалася висока смертність. Уповноважений власниці Ставищанського маєтку, дворянин Вітольд Болеславович Ганицький, від імені Графині Юлії Владиславівни Потоцької, згодився виділити на нове кладовище земельну ділянку розміром 1 десятина (трохи понад 1 га). 10 березня 1916 року видано акт, яким завірено, що старе кладовище майже все зайняте могилами, «осталась часть незначительная свободная пока по средине кладбища, которая служит проездом к последним могилам». 17 серпня 1916 року Таращанському повітовому справнику докладено, що дозвіл на нове кладовище на східному краю Ставища, зі сторони дороги з Таращі, надано. Втім у вирі буремних подій 1917-1921 років більшість польського населення покинуло Ставище та довколишні села.
2008 року надгробки, що попадали за роки занедбаності кладовища, попіднімали місцеві ентузіасти. Художник Казимир Ліжевський, який до того опікувався кладовищем за власний кошт, консультував, куди який пам’ятник поставити, а потім навів олійною фарбою надписи на надгробках, щоб їх було легше читати.
30 березня 2009 року зареєстровано Римсько-католицьку парафію Пресвятої Трійці у Ставищі. 9 грудня 2016 року парафію очолив отець Марек Рудзь, який розпочав всеохопну реставрацію кладовища. Наприкінці 2017 року він розпланував три іменні бруковані алеї.

### Алея священників
Пролягає біля надгробків настоятелів парафії Йозефа Бєлінського (✝1898) та Миколая Троцького (✝1917). На цій алеї заплановано також установити символічні надгробки останнім служителям храму Пресвятої Трійці в Ставищі — репресованим отцю Альбіну Ґутовському (1862–1935) та органісту Антонові Басинському (1890–1937).

### Алея докторів
Тут збереглися надгробки докторам Станіславу Бачинському (✝1886), Теодору Черському (✝1894), Яну Боровському (✝1911) та Емерику Малевському (✝1913), які працювали у Ставищенській лікарні.

### Алея Анджейовського

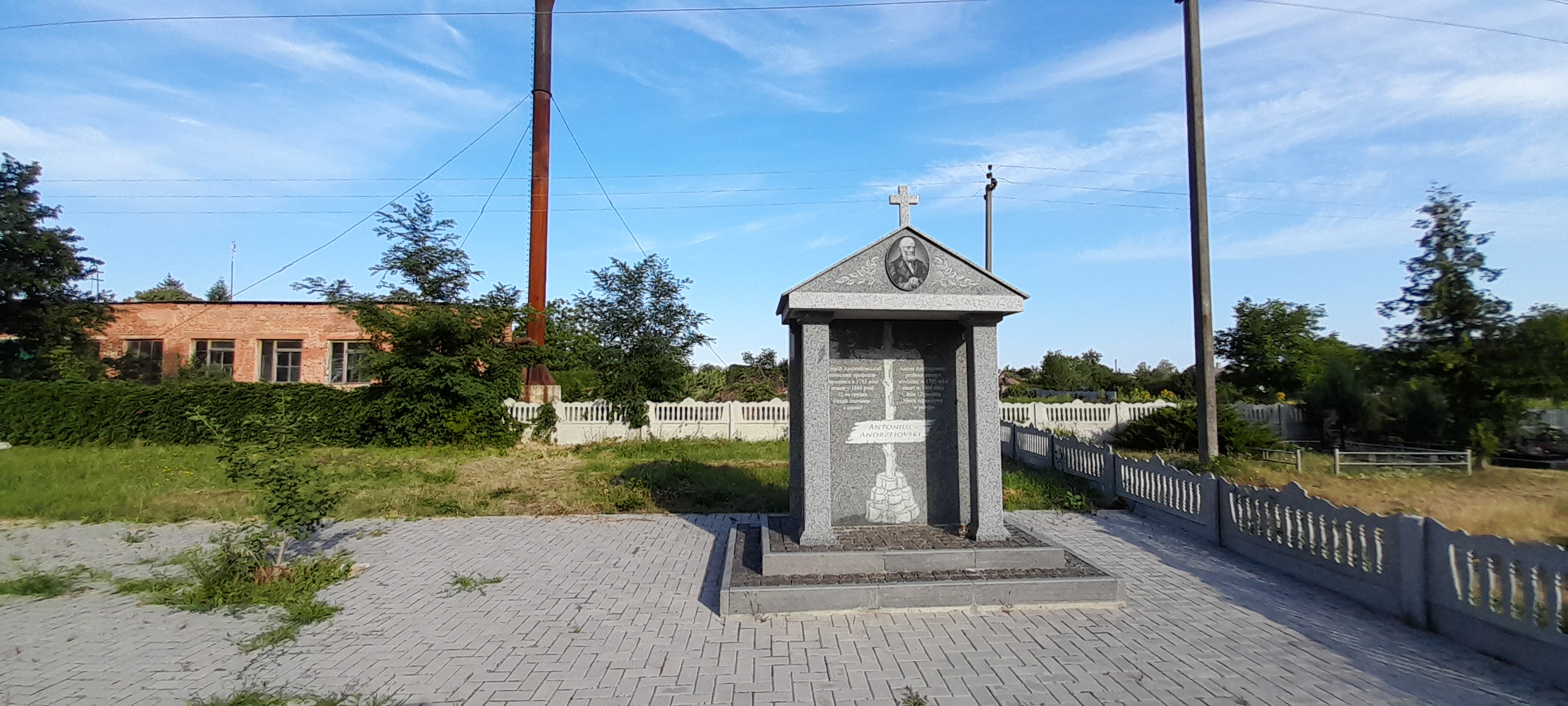
Символічний меморіал-надгробок Антонію Анджейовському

Алея, що веде до надгробка-меморіалу природознавця Антонія Анджейовського (1785-1868), освяченого 29 вересня 2018 року (арх. Петро Пшевлоцький та Олександр Вартилецький, м. Богуслав). На меморіалі викарбувано хрест, що стояв на втраченій могилі вченого, за ескізом 1913 року.
23 травня 2024 року на кладовищі освячено гранітний хрест Ісуса Христа — Верховного і Вічного Священника.